# 纳特尔西亚
纳特尔西亚是巴西米纳斯吉拉斯州的一个市镇。总面积190.422平方公里，总人口4623人，人口密度24.3人/平方公里。